# Tracy Mann
Tracy Mann es una actriz australiana, conocida por sus participaciones en televisión.

## Carrera
Su primer papel importante en la televisión lo obtuvo cuando se unió al elenco de la serie The Box donde interpretó a Tina Harris.
En 1981 apareció como personaje invitado en varios episodios de la popular serie Prisoner donde interpretó a la prisionera Georgina "Georgie" Baxter.
En 1988 interpretó a Penny Armstrong en la serie The Flying Doctors.
En el 2001 apareció en un episodio de la popular serie australiana Home and Away donde interpretó a Jill Lawson, la madre de Jude Lawson (Ben Steel) y Noah Lawson (Beau Brady).
En el 2011 comenzó a interpretar a Marion McVie en la serie Laid papel que interpretó hasta el 2012.
En el 2013 se unió al elenco de la serie Wonderland donde interpretó a Maggie Wilcox, la madre de Tom Wilcox (Michael Dorman), hasta el final de la serie en el 2015.

## Filmografía

### Series de televisión
| Año         | Título             | Personaje                | Notas                                              |
| ----------- | ------------------ | ------------------------ | -------------------------------------------------- |
| 2013 - 2015 | Wonderland         | Maggie Wilcox            | 44 episodios                                       |
| 2011 - 2012 | Laid               | Marion McVie             | 7 episodios                                        |
| 2011        | City Homicide      | Melissa Gordon           | episodio "No Greater Honour: Reward Day"           |
| 2009        | East of Everything | Rosemary de Jong         | 5 episodios                                        |
| 2007 - 2008 | All Saints         | Jill Lawson              | 5 episodios                                        |
| 2005        | Blue Heelers       | Psicólogo                | episodio "Monster"                                 |
| 2004        | Silversun          | -                        | episodio "Call Waiting"                            |
| 2004        | Noah & Saskia      | Deb Litras               | episodio "I Got Shades of Indy Blues"              |
| 2003        | MDA                | Penny Silvani            | episodio "Conflict of Interest"                    |
| 2001        | Home and Away      | Jill Lawson              | episodio # 1.3048                                  |
| 1998        | Good Guys Bad Guys | Brenda Wick              | episodio "There's No Business Like Small Business" |
| 1997        | Water Rats         | Superintendente Franklin | episodio "Truth or Dare"                           |
| 1997        | The Tromaville     | -                        | -                                                  |
| 1996        | G.P.               | Nicole Learmont          | episodio "Two to Tango"                            |
| 1994 - 1995 | Janus              | Tina Bertrum             | 16 episodios                                       |
| 1993        | A Country Practice | Jenny Pope               | 2 episodios                                        |
| 1992        | Boys from the Bush | Lucinda                  | episodio "High Flyers"                             |
| 1992        | All Together Now   | Jackie Hammond           | episodio "Devil Woman"                             |
| 1990        | Skirts             | Pauline Reardon          | -                                                  |
| 1990        | Col'n Carpenter    | -                        | -                                                  |
| 1988        | True Believers     | Tess Ross                | miniserie                                          |
| 1988        | The Flying Doctors | Penny Armstrong          | 5 episodios                                        |
| 1986        | Cyclone Tracy      | Connie                   | miniserie                                          |
| 1986        | Sword of Honour    | Esse Rogers              | 4 episodios - miniserie                            |
| 1984        | The Cowra Breakout | Sally Murphy             | miniserie                                          |
| 1984        | Sweet and Sour     | Carol Howard             | 20 episodios                                       |
| 1982        | Kingswood Country  | -                        | episodio "A Dog Called Horse"                      |
| 1982        | Watch This Space   | -                        | -                                                  |
| 1981        | Holiday Island     | Wendy Robinson           | 10 episodios                                       |
| 1981        | Prisoner           | Georgie Baxter           | 12 episodios                                       |
| 1980        | The Young Doctors  | Gael Hogan               | -                                                  |
| 1980        | Spring & Fall      | -                        | episodio "Out of Line"                             |
| 1980        | Arcade             | Susie Blair              | -                                                  |
| 1979        | Skyways            | Mickey Devine            | episodio "The Biter Bit"                           |
| 1977        | Glenview High      | Cheryl Harrison          | episodio "The New Boy"                             |
| 1976        | The Sullivans      | Angelique                | -                                                  |
| 1975 - 1977 | The Box            | Tina Harris              | -                                                  |
| 1975        | Homicide           | -                        | episodio "Snails for Dinner"                       |
| 1974        | Matlock Police     | Jenny Perkins            | episodio "Dancing Class"                           |

### Películas
| Año  | Título                                 | Personaje           | Notas                                                                                       |
| ---- | -------------------------------------- | ------------------- | ------------------------------------------------------------------------------------------- |
| 2012 | Any Questions for Ben?                 | Madre de Ben        | junto a Josh Lawson, Daniel Henshall y Rob Carlton                                          |
| 2011 | Sleeping Beauty                        | Cosmetóloga         | junto a Rachael Blake, Emily Browning, Michael Dorman y Mirrah Foulkes                      |
| 2008 | Infamous Victory: Ben Chifley's Battle | Elizabeth Chifley   | junto a Tony Barry, Lorna Lesley, Rhys Muldoon y Kieran Darcy-Smith                         |
| 2005 | Hating Alison Ashley                   | Madre               | junto a Saskia Burmeister, Richard Carter, Rachael Carpani, Craig McLachlan y Delta Goodrem |
| 2004 | The Brush-Off                          | Faye Curnow         | junto a David Wenham, Deborah Kennedy, Steve Bisley, Justine Clarke y Bruce Spence          |
| 1999 | The Cup                                | Locutora            | junto a Orgyen Tobgyal, Neten Chokling, Jamyang Lodro y Lama Chonjor                        |
| 1993 | Reckless Kelly                         | Miss Twisty         | junto a Melora Hardin, Hugo Weaving, Kathleen Freeman y John Pinette                        |
| 1993 | The Troma System                       | Tromette            | corto - junto a Theresa Lynn, Ron Fazio y Michael Opelka                                    |
| 1989 | Cassidy                                | Kate                | junto a Bill Hunter, Caroline Goodall, Martin Shaw, Philip Quast e Ivar Kants               |
| 1989 | How Wonderful!                         | Gail                | junto a Jim Holt                                                                            |
| 1988 | The Four Minute Mile                   | Jill Webster        | junto a Adrian Rawlins, John Philbin, Michael York, Lewis Fitz-Gerald y Geneviève Picot     |
| 1983 | Going Down                             | Karli               | junto a Vera Plevnik, Julie Barry, Moira MacLaine-Cross y Esben Storm                       |
| 1984 | Fast Talking                           | Sharon Hart         | junto a Steve Bisley, Antoinette Byron, Richard Carter y Julie McGregor                     |
| 1982 | The Scarecrow                          | Prudence Poindexter | junto a Jono Smith, Roy Billing, Daniel McLaren y John Carradine                            |
| 1980 | Hard Knocks                            | Samantha            | junto a Max Cullen, Bill Hunter, Kim Rushworth y John Arnold                                |
| 1980 | Players in the Gallery                 | -                   | junto a Richard Moir, Kate Fitzpatrick, Anna Volska, Tony Bonner y Sigrid Thornton          |
| 1975 | The Box                                | Tina Harris         | junto a Barrie Barkla, Fred Betts y Judy Nunn                                               |

### Equipo misceláneo
| Año  | Título                                    | Notas                                                        |
| ---- | ----------------------------------------- | ------------------------------------------------------------ |
| 2009 | Accidents Happen                          | -                                                            |
| 2007 | Pirate Islands: The Lost Treasure of Fiji | entrenadora de drama                                         |
| 2007 | H2O: Just Add Water                       | 4 episodios - entrenadora de actuación                       |
| 2004 | Noah & Saskia                             | episodio "I Got Shades of Indy Blues" - entrenadora de drama |
| 1988 | Home and Away                             | entrenadora de drama                                         |
| 1971 | Fun Is Creation                           | obra - bailarina                                             |

### Teatro
| Año        | Obra                           | Personaje      | Director (a)      | Teatro                 | Notas                                                               |
| ---------- | ------------------------------ | -------------- | ----------------- | ---------------------- | ------------------------------------------------------------------- |
| 2014       | Noises Off                     | -              | Jonathan Biggins  | Sydney Theatre         | junto a Lindsay Farris, Marcus Graham y Genevieve Lemon             |
| 2013       | Neighbourhood Watch            | Hilda          | Anna Crawford     | Ensemble Theatre       | junto a Alan Dukes                                                  |
| 2011       | At Any Cost?                   | Megan          | Sandra Bates      | The J Theatre          | junto a Tyler Coppin, Danny Mitchell, Kate Raison y Martin Vaughan  |
| 2011       | Don Parties On                 | Kath           | Robyn Nevin       | -                      | junto a Georgia Flood, Garry McDonald y Diane Craig                 |
| 2009       | Inside Out                     | Sue            | Tom Healey        | Butter Factory Theatre | junto a Lindsay Farris                                              |
| 2008       | Ruben Guthrie                  | Madre de Ruben | Wayne Blair       | Belvoir St. Theatre    | junto a Torquil Neilson, Toby Schmitz y Christopher Stollery        |
| 2007       | 1 in 100                       | Sue            | Carol Woodrow     | Street Theatre         | junto a Lindsay Farris                                              |
| 2007       | Last One Standing              | Ruth           | Jessica Symes     | Old Fitz. Theatre      | junto a Glenn Hazeldine, Ned Manning y Eve Morey                    |
| 2006       | Embers                         | Mujer          | Maeliosa Stafford | -                      | junto a Annie Byron, Amber Todd y Matt Zeremes                      |
| 2004, 2005 | Minefields and Miniskirts      | -              | Terence O'Connell | Parade Theatre         | junto a Robyn Arthur, Kristin Keam y Wendy Stapleton                |
| 2002       | The V. Monologues              | Eve Esner      | Caroline Stacey   | Street Theatre         | junto a Susie Porter, Denise Roberts y Melissa Tkautz               |
| 2001       | Burning                        | June           | Ros Horin         | Stables Theatre        | junto a Jenny Apostolou, Peter Kowitz y Teague Rook                 |
| 2001       | Dinner with Friends            | Beth           | Crispin Taylor    | Marian St. Theatre     | junto a Nicholas Eadie, Glenda Linscott y Andrew McFarlane          |
| 2000       | The Beauty Queen of Leenane    | Maureen        | Garry Hines       | Bridge Theatre         | junto a Ryan Johnson, Maggie Kirkpatrick y Greg Saunders            |
| 1997       | Gary's House                   | Christine      | Marion Potts      | -                      | junto a Nicholas Eadie, Marlo Grocke y Wayne Pygram                 |
| 1995       | The Malevolence                | -              | Patrick Nolan     | Belvoir St. Theatre    | junto a Geoff Morrell, Celia Ireland y Sam Wilcox                   |
| 1995, 1996 | A Midsummer Night's Dream      | Titania        | Glenn Elston      | Botanic Gardens        | junto a Jeanette Cronin, Merridy Eastman, Rhys Muldoon y Guy Pearce |
| 1995       | That Eye the Sky               | Alice Flack    | -                 | -                      | junto a Alan Fowler, Simon Lyndon, Mark Pegler y Susan Prior        |
| 1993       | Two Weeks with the Queen       | Tía Iris       | Wayne Harrison    | Russell St. Theatre    | junto a Nicholas Eadie, Denise Kirby y Colin Moody                  |
| 1992       | The Heidi Chronicles           | Susan          | Adam Cook         | Ensemble Theatre       | junto a Tyler Coppin, Kate Raison y Damian Rice                     |
| 1991       | The Removalists                | Kate           | Robyn Nevin       | -                      | junto a Don Barkerm, Jenny Castles y Gary Sweet                     |
| 1988       | The Recruiting Officer         | Sylvia         | Terence O'Connell | -                      | junto a Stu Cochrane, Anthony Phelan y Errol O'Neill                |
| 1987       | The Department                 | Myra           | Rodney Fisher     | York Theatre           | junto a Max Gillies, Geoff Morrell, Ron Graham y Paul Williams      |
| 1987       | When I Was a Girl I Used to... | Fiona          | Terence O'Connell | Wharf Theatre          | junto a Judi Farr, Genevieve Lemon y Paul Williams                  |
| 1986       | Catholic School Girls          | -              | Richard Lawton    | -                      | junto a Tanya Gerstle, Julia Moody y Lisa Peers                     |
| 1984       | Performing Seals               | -              | Chris Johnson     | -                      | junto a David Franklin y Bob Hornery                                |
| 1982       | Conundra                       | -              | Jane Oehr         | Phillip St. Theatre    | junto a Pat Bishop, Vera Plevnik y Jonathan Sweet                   |
| 1973       | Winnie the Pooh                | Beetle         | Peter Morris      | Festival Theatre       | junto a Ian Boyce, Elaine Cusick, Noni Hazlehurst y Michael Scheid  |
| -          | Buda Alive                     | -              | -                 | -                      | -                                                                   |
| -          | The Graduate                   | Mrs Braddock   | Terry Johnson     | -                      | -                                                                   |
| -          | The Gigli Concert              | Mona           | John O'Hare       | O'Punsky's Theatre     | -                                                                   |
| -          | Carrying Light                 | Rose McBride   | Rosalba Clemente  | -                      | -                                                                   |
| -          | Dead Funny                     | Eleanor        | Alan Beecher      | Perth Theatre          | -                                                                   |
| -          | Crystal Clear                  | -              | Terry O'Connell   | Wharf Theatre          | -                                                                   |
| -          | Peter Pan                      | Peter Pan      | Robina Beard      | Regent Theatre         | -                                                                   |
| -          | Rape of Lucretia McColl        | Lucretia       | Jane Oehr         | -                      | -                                                                   |

## Premios y nominaciones
| Año  | Categoría                                                                        | Premio         | Película             | Resultado |
| ---- | -------------------------------------------------------------------------------- | -------------- | -------------------- | --------- |
| 2005 | Best Supporting Actress                                                          | AFI Award      | Hating Alison Ashley | Nominada  |
| 1987 | Most Popular Actress in a Miniseries/Telemovie                                   | Logie Award    | Sword of Honour      | Ganadora  |
| 1982 | Best Artistic Contribution (junto a Jono Smith, Daniel McLaren y John Carradine) | Mystfest Award | The Scarecrow        | Ganadores |
| 1980 | Best Actress in a Lead Role                                                      | AFI Award      | Hard Knocks          | Ganadora  |